# Zeus
Zeús, hay Dzeús (tiếng Hy Lạp: Ζεύς) hay Dias (tiếng Hy Lạp: Δίας), còn gọi là thần Sấm Sét, là thần trị vì các vị thần và là thần của bầu trời cũng như sấm và sét trong thần thoại Hy Lạp. Zeus được coi tương đương như thần Jupiter trong thần thoại La Mã, một trong những vị thần tối cao. Thần thoại về Zeus và sức mạnh của Zeus là tương tự, mặc dù không giống với thần thoại của các vị thần Ấn-Âu như Jupiter, Perkūnas, Perun, Indra, Dyaus và Thor.

## Từ nguyên
Tiếng Hy Lạp là một ngôn ngữ có sự biến tố cách ngữ pháp. Vì lẽ đó, danh từ Zeus sẽ thay đổi tùy thuộc vai trò của nó trong câu, cụ thể như sau: danh cách: Ζεύς (Zeús); hô cách: Ζεῦ (Zeû); đối cách: Δία (Día); sinh cách: Διός (Diós); tặng cách: Διί (Dií).
Danh từ Zeus có căn nguyên từ *Di̯ēus, tên của vị thần trời và ban ngày trong thần thoại Ấn-Âu nguyên thủy, còn được gọi là *Dyeus ph2tēr (nghĩa là "Cha trời"). Những vị thần chung gốc với Zeus ở các tôn giáo Ấn-Âu khác là Dyáus/Dyaus Pita trong Rigveda (tiếng Phạn Vệ Đà) và Jupiter hay Iuppiter trong thần thoại La Mã (tiếng Latinh, bắt nguồn từ dạng hô cách của từ nguyên *dyeu-ph2tēr). Tóm lại đều bắt nguồn từ căn tố *dyeu- (nghĩa là "rạng sáng, ban mai" hay "bầu trời/thiên/thần"). Zeus là vị thần duy nhất thuộc gia phả Ô-Lim mà ta có thể dễ dàng nhận ra ngay gốc từ nguyên Ấn-Âu như vậy.
Zeus được nhắc đến sớm nhất trong các bảng kim thạch viết bằng chữ Linear B thời kì Mykenai là 𐀇𐀸 di-we hay 𐀇𐀺 di-wo.

## Sơ khởi

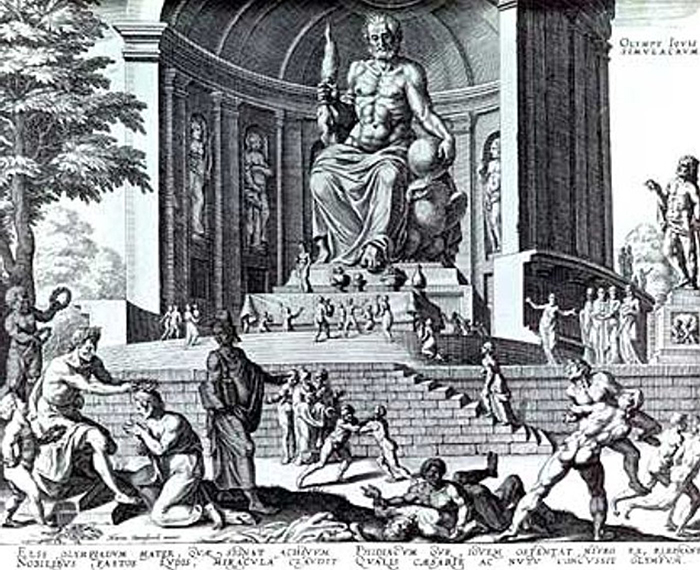
Tượng của Zeus
Phidias đã tạo ra bức tượng của thần Zeus với chiều cao 12 m tại Olympia khoảng năm 435 trước Công nguyên. Bức tượng có thể được xem là công trình điêu khắc nổi tiếng nhất của Hy Lạp cổ đại và được miêu tả lại ở đây trong một bản khắc của thế kỷ 16.

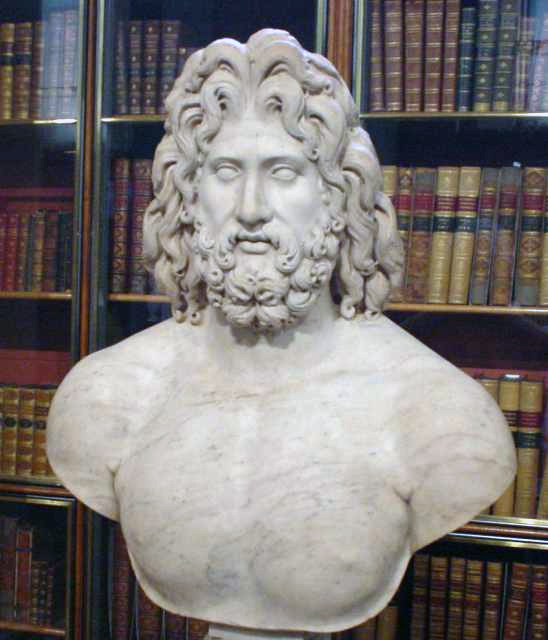
Tượng bán thân của Zeus trong Bảo tàng Anh

Zeus là sự tiếp nối của Dyēus, vị thần tối cao trong tôn giáo Tiền Ấn-Âu, và tiếp tục hóa thân thành Dyaus Pitar trong Rigveda (hay Jupiter) cũng như thành Tyr (Ziu, Tiw, Tiwaz) trong thần thoại Đức và thần thoại Bắc Âu. Tuy nhiên, Tyr sau đó đã bị Odin chiếm ngôi vị cao nhất trong các bộ lạc Đức cổ và họ không đồng nhất Zeus/Jupiter với Tyr hay Odin, mà là với Thor.
Ngoài sự kế thừa trong hệ Ấn-Âu, Zeus còn có nguồn gốc từ những hình tượng tiêu biểu trong các nền văn hóa Cận Đông cổ đại, chẳng hạn như là vương trượng. Zeus được các nghệ sĩ Hy Lạp hình dung chủ yếu trong hai tư thế: đứng, tay phải giơ cao cầm lưỡi tầm sét hoặc là ngồi uy nghi.

### Vai trò và các tên gọi
Zeus đóng một vai trò thống trị, lãnh đạo tất cả các vị thần trên đỉnh Olympus của Hy Lạp cổ đại. Zeus đã sinh ra rất nhiều các anh hùng và anh thư (xem danh sách ở cuối trang) và xuất hiện trong rất nhiều các câu chuyện của họ. Dù trong tác phẩm của Homer, "người gom mây" chính là Cha Trời, thần của bầu trời và sấm sét giống như nguồn gốc từ khu vực Cận Đông, Zeus cũng là một tạo tác văn hóa tối thượng: xét về nghĩa nào đó, Zeus là hiện thân của tín ngưỡng tôn giáo Hy Lạp và là vị thần nguyên mẫu của Hy Lạp.
Các tên gọi hay tước hiệu của Zeus càng khẳng định các khía cạnh khác nhau trong quyền năng to lớn của vị thần này:
- Olympios: thể hiện vương quyền của Zeus đối với các vị thần cũng như lễ hội tôn giáo toàn Hy Lạp tại Thung lũng Olympia.
- Một tên gọi có liên quan là Panhellenios (Zeus của người Hy Lạp) và đã được thờ tại ngôi đền nổi tiếng nhất của vua Aiakos trên đảo Aegina.
- Xenios: với tên gọi này, Zeus là vị thần của lòng hiếu khách, luôn sẵn sàng để trừng phạt những hành vi sai trái đối với những người khách lạ.
- Horkios: với tên gọi này, Zeus là người giữ các lời thề. Những kẻ nói dối bị phát hiện phải dâng một bức tượng cho Zeus, thường là tại thánh đường ở Olympia.
- Agoraios: Zeus là người coi sóc việc kinh doanh tại các agora (khu chợ, nơi tụ tập của nhân dân trong các thành bang Hy Lạp cổ đại), và ông sẽ trừng phạt những thương nhân thiếu trung thực.

### Sự sùng bái của người Hy Lạp đối với Zeus
Thung lũng Olympia là trung tâm mà nơi đó người Hy Lạp thờ cúng các vị thần trên đỉnh Olympus. Điểm đặc biệt của nơi đây là nguồn gốc của Thế vận hội được tổ chức mỗi 4 năm một lần. Ở đây cũng có một bệ thờ của Zeus nhưng không phải làm bằng đá mà làm bằng tro của các con vật dùng để hiến tế ròng rã qua nhiều thế kỷ bao gồm bò, cừu, dê,... nhưng chủ yếu là bò trắng.
Ngoài các trung tâm thờ cúng liên thành bang, còn có những hình thức sùng bái Zeus khác có thể tìm thấy trong khắp thế giới Hy Lạp. Ví dụ như, hầu hết những tên gọi trên đều có thể được tìm thấy tại bất kỳ một ngôi đền Hy Lạp nào từ Tiểu Á đến vùng Sicilia. Các hình thức cúng tế cũng có điểm chung: giết một con vật có lông trắng trên một bệ thờ cao.
Mặt khác, các thành bang khác cũng có những hình thức sùng bái Zeus rất khác biệt.

### Một số hình thức sùng bái địa phương
Bên cạnh những tên gọi và ý niệm đã được nói ở trên, các hình thức sùng bái Zeus ở các địa phương cũng có những ý tưởng riêng của họ về vị vua của các thần và con người, ví dụ như:

#### Zeus của người dân đảo Crete
Trên đảo Crete, Zeus được thờ ở một số hang động tại Knossos, Ida và Palaikastro. Những câu chuyện của Minos và Epimenides cho thấy rằng những hang động này đã từng được nhiều vua và thầy tế lễ dùng như những nôi sinh (incubatory) cho các tiên tri thần thoại của họ. Trên đảo Crete, hình tượng Zeus được thể hiện là một thanh niên tóc dài chứ không phải là một người đàn ông trưởng thành và được ca tụng là ho megas kouros ("người thanh niên vĩ đại"). Đối với Kouretes, một nhóm các vũ công đặc biệt, Zeus là người chịu trách nhiệm cho việc huấn luyện về quân sự - thể thao khắc nghiệt cũng như các nghi thức bí mật của quá trình paideia (một quá trình rèn luyện cho thanh niên trở thành những con người thật sự với những bản chất tự nhiên xác thực) của người dân đảo Crete.
Tác giả người Hy Lạp Euhemerus đề xuất một thuyết cho rằng Zeus thật ra là một vị vua vĩ đại của đảo Crete và sau khi mất thì chính thanh danh vĩ đại của ông đã giúp ông hóa thành thần. Các công trình của Euhemerus ngày nay đã không còn nữa nhưng các cha giáo lý của Kitô giáo đã tiếp tục công việc này.

#### Zeus Lykaios của Arcadia
Tên gọi Lykaios xét về mặt hình thái có liên hệ với lyke (có nghĩa là "sự rực rỡ, sáng sủa"), và trông nó còn rất giống lykos (có nghĩa là "con sói"). Sự đa nghĩa này được phản ánh trong hình thức sùng bái Zeus rất khác lạ của các bộ lạc ở những vùng xa xôi, hẻo lánh của Arcadia, nơi mà vị thần này mang một dạng vừa trong sáng vừa có các đặc điểm của chó sói. Thêm nữa, vị thần này trị vì đỉnh Lykaion ("ngọn núi rực rỡ") là ngọn núi cao nhất ở Arcadia và ở trong một khu vực bóng tối không thể nào đến được (theo Pausanias 8.38). Mặt khác, thần còn có mối liên hệ với Lycaon ("người sói") là người mà các tộc ăn thịt người cổ xưa thờ cúng với các nghi thức định kỳ rất bí hiểm và kỳ quặc. Theo Platon (Republic 565d-e), một bộ lạc cụ thể sẽ tập trung tại ngọn núi và tiến hành lễ hiến tế cho Zeus Lykaios mỗi 8 năm một lần. Một miếng ruột người sẽ được trộn lẫn với ruột của động vật và người ta tin rằng bất cứ ai ăn phải miếng ruột người đó sẽ hóa sói và chỉ có thể thành người trở lại nếu trong suốt thời gian 8 năm cho đến lễ hiến tế lần sau anh ta không ăn miếng thịt người nào nữa.

#### Zeus dưới lòng đất
Dù từ nguyên của Zeus là vị thần của bầu trời nhưng nhiều thành bang Hy Lạp lại thờ một thần Zeus sống dưới đất. Thành bang Athena và Sicilia thờ thần Zeus Meilichios ("tốt bụng" hay "ngọt ngào") trong khi một số thành bang khác thờ thần Zeus Chthonios ("Trái Đất"), Katachthonios ("dưới lòng đất") và Plousios ("mang lại thịnh vượng"). Các vị thần này có thể được thể hiện bằng nhiều hình thức khác nhau như là rắn hay là người trong các tác phẩm điêu khắc và hội họa. Họ cũng nhận các vật hiến tế là một con vật có lông đen bị giết trong các hố sâu như là các thần ở âm phủ Persephone và Demeter, và các anh hùng ở mộ của họ. Trong khi đó, ngược lại, các thần trên đỉnh Olympus thường được cúng tế bằng con vật có lông trắng và người ta giết chúng trên một bệ thờ cao.
Trong vài trường hợp, các thành bang cũng không hoàn toàn xác định được là "con vật" bị giết là hiến tế cho một vị anh hùng hay cho Zeus dưới lòng đất. Do đó, đền thờ tại Lebadaea thuộc Boeotia có thể là nơi thờ vị anh hùng Trophonius hoặc là thờ Zeus Trephonius ("đấng nuôi nấng") tùy thuộc vào việc viện dẫn nguồn sử liệu nào: của Pausanias hay của Strabo. Người anh hùng Amphiaraus được thờ như là Zeus Amphiaraus tại Oropus nằm ngoài Thebes, và người Sparta thậm chí còn có đền thờ Zeus Agamemnon.

### Đền thờ thần Zeus
Hầu hết các khu đền thờ thường thờ thần Apollo, các anh hùng hay các nữ thần khác như Themis, nhưng vẫn có một số đền thờ thần Zeus.

#### Đền thờ ở Dodona
Sự sùng bái thần Zeus tại Dodona thuộc Epirus, nơi có những bằng chứng cho thấy sự hiện diện của các hoạt động tôn giáo ở đây từ thiên niên kỷ thứ 2 trước Công nguyên, tập trung xung quanh một cây sồi thiêng. Khi thiên sử thi Odyssey được sáng tác (vào khoảng năm 750 TCN), nơi đây đã có những lời tiên tri của các nhà tu chân đất được gọi là Selloi là những người nằm trên mặt đất và quan sát những chuyển động rì rào của lá và cành cây sồi (Odyssey 14.326-7). Khoảng thời gian mà Herodotus viết về Dodona, các nữ tu gọi là peleiades ("sứ giả của hòa bình") đã thay thế các nhà tu Selloi.
Tại đền thờ Dodona, vợ của Zeus không phải là Hera mà là nữ thần Dione - Dione là tên dạng giống cái của "Zeus". Vị trí của nữ thần là một nữ thần khổng lồ Titan cho thấy nữ thần Dione là một vị thần rất nhiều quyền năng thời tiền Hy Lạp và nguyên thủy khu đền thờ này được dùng để thờ bà.

#### Đền thờ ở Siwa
Đền thờ Ammon ở ốc đảo Siwa trong vùng sa mạc phía Đông của Ai Cập vốn không thuộc biên giới của Hy Lạp cho đến thời của Alexander Đại đế nhưng đã phổ biến trong tâm thức của người Hy Lạp suốt thời cổ đại: Herodotus đã đề cập đến sự tư vấn giúp đỡ của Zeus Ammon trong bài viết của ông về Chiến tranh Hy Lạp-Ba Tư. Zeus Ammon đặc biệt ủng hộ cho thành bang Sparta nơi có một đền thờ ông vào thời của cuộc chiến Peloponnesian (Pausanias 3.18).
Sau khi Alexander thực hiện một chuyến đi vất vả vào sa mạc để xin ý thần tại đền thờ ở Siwa, vị thần trả lời là Libyan Sibyl.

#### Các đền thờ khác của Zeus
Các thần Zeus (hay anh hùng) thuộc âm phủ Trophonius và Amphiaraus đều được cho rằng đã có những sấm truyền tại đền thờ mình.

### Zeus và các vị thần
Zeus tương đương với thần Jupiter của La Mã (từ Jovis Pater hay "Father Jove") và liên quan đến những liên tưởng cổ xưa về thuyết Hỗn mang (xem interpretatio graeca) cùng với các vị thần khác như là Ammon của thần thoại Ai Cập và Tinia của thần thoại Etrusc. Zeus (cùng với Dionysos) đã đảm nhận vai trò của vị thần đứng đầu của Phrygia là thần Sabazios trong các vị thần của thuyết Hỗn mang mà ở thời La Mã người ta gọi là Sabazius.

## Thần thoại về Zeus

### Ra đời
Cronus cùng với Rhea trước khi sinh ra Zeus đã hạ sinh rất nhiều con: Hestia, Demeter, Hera, Hades, Poseidon, nhưng tất cả đều bị Cronus nuốt vào bụng ngay khi mới ra đời; vì Cronus lo sợ những gì học được từ bài học của cha mẹ hắn là Uranus và Gaia, vốn đã bị chính hắn tước ngôi, cùng một lời sấm rằng sẽ có một đứa con ra đời và đoạt ngôi của Cronus. Khi Zeus chuẩn bị được sinh ra đời, Rhea xin với Gaia tìm cách cứu đứa bé và như thế Cronus mới có thể bị trừng phạt bởi những gì hắn đã làm với cha và những đứa con của mình. Rhea sinh ra Zeus ở đảo Crete và bà chỉ trao cho Cronus một tảng đá quấn trong đám tã lót. Cronus đã nuốt ngay tảng đá ấy và nghĩ Zeus đã nằm trong bụng, còn Rhea đã đem Zeus đến cạnh một cái hang ở đảo Crete.

### Thời thơ ấu
Rhea giấu Zeus trong một hang động trên đỉnh Ida của đảo Crete. Có nhiều dị bản như sau:
1. Thần được bà nội Gaia nuôi dưỡng.
2. Thần được một con dê tên là Amalthea nuôi dưỡng, trong khi một nhóm các Kouretes - các chiến binh hay các thần nhỏ - nhảy múa, la hét và lấy giáo đập vào khiên ầm ĩ làm át đi tiếng khóc của em bé. (xem cornucopia.)
3. Thần được một tiên nữ tên là Adamanthea nuôi dưỡng. Bởi vì Cronus là người cai quản cả mặt đất, bầu trời và biển cả nên Adamanthea phải giấu Zeus bằng cách treo lủng lẳng cậu bé trên một cái cây để cậu lơ lửng giữa đất, trời và biển. Và như thế, Zeus trở thành vô hình trước mắt Cronus.
4. Thần được nuôi dưỡng bởi tiên nữ Cynosura. Để tỏ lòng biết ơn, Zeus đã đặt tên tiên nữ cho các vì sao.
5. Thần được tiên nữ Melissa nuôi bằng sữa dê.

### Zeus trở thành vua của các thần
Khi bước vào tuổi trưởng thành, Zeus đã buộc Cronus phải nôn ra trở lại những người anh chị của mình: đầu tiên là hòn sỏi thế mạng của Zeus (sau này được đặt tại Pytho trong khu Thung lũng của Parnassus để làm dấu hiệu cho những người chết) và cuối cùng là Pmphalos. Theo một số dị bản khác, nữ thần Metis đã cho Cronus uống một thứ thuốc gây nôn để buộc hắn nôn ra những đứa trẻ, hoặc là chính Zeus đã mổ dạ dày của Cronus để giải thoát cho anh chị mình. Zeus còn giải thoát cho cả các chú bác của mình, những người anh em của Cronus vốn bị nhốt dưới Tartarus (Vực thẳm), là Gigantes, Hecatonchires và Cyclopes bằng cách giết chết người coi ngục là nữ quỷ Campe. Để trả ơn, Cyclopes đã cho Zeus sấm và sét là những quyền năng mà trước đây đã bị Gaia giấu đi. Rồi cùng với nhau, Zeus và các anh chị cũng như các Gigantes, Hecatonchires và Cyclopes đã đánh bại Cronus và những thần khổng lồ Titan khác trong một cuộc chiến gọi là Titanomachy. Các thần khổng lồ Titan bại trận sau đó lại bị nhốt vào lòng đất tăm tối là Tartarus.
Sau trận chiến với các Titan, Zeus chia sẻ thế giới với các anh của mình là Poseidon và Hades bằng cách rút thăm: Zeus cai trị bầu trời và không khí, Poseidon thì có mặt nước và Hades là vua của âm phủ. Mẹ Đất cổ đại là Gaia không còn vai trò nữa mà nhường lại cho ba người (cháu nội) tùy theo quyền năng của mỗi người - điều này giải thích vì sao Poseidon lại được gọi là "người gây động đất" (vị thần của động đất) và Hades quản lý tất cả những người chết. (Xem thêm Penthus)
Gaia rất phẫn nộ với những gì mà Zeus đã làm với các Titan khác vì họ chính là con cái của bà (và là chú bác của Zeus). Chẳng bao lâu sau khi lên ngôi Vua của các vị thần, Zeus lại phải chiến đấu với các người con khác của Gaia là các quái thú Typhon và Echidna. Thần Zeus đã đánh bại Typhon và nhốt dưới một ngọn núi nhưng lại tha cho Echidna và con cái để làm thành thử thách cho các anh hùng trong tương lai.

### Zeus và Hera
Zeus là em trai và là chồng của Hera. Con cái của sự kết hợp này là các vị thần Ares, Hephaistos, Eileithyia và Hebe.
Những cuộc phiêu lưu tình ái khác của Zeus với các tiên nữ, mỹ nhân loài người và những tổ tiên huyền thoại của các Triều đại Hy Lạp thì vô cùng nổi tiếng. Thần thoại về các vị thần trên đỉnh Olympus thậm chí còn ghi lại mối quan hệ của Zeus với các nữ thần Demeter, Latona, Dione và Gaia.
Đối với con người thì có: Semele, Io, Europa và Leda...
Trong các giai thoại, Hera luôn luôn ghen tuông trước những cuộc chinh phục tình ái của Zeus và là một đối thủ "khó xơi" của các tình nhân và các con riêng của Zeus. Có một thời gian, một tiên nữ tên là Echo muốn tách Hera ra khỏi chuyện yêu đương của Zeus bằng cách nói không ngừng nghỉ bên Hera. Khi biết được âm mưu này, Hera đã trừng phạt Echo phải suốt đời lặp lại những lời người khác nói.

### Vợ và các con

#### Các người vợ là thần
| Demeter   | 1. Persephone |
| Dione     | 1. Aphrodite (dị bản, các câu chuyện khác thì cho rằng Aphrodite là do dương vật của thần Uranos khi bị Cronos chém rớt xuống biển mà thành)            |
| Hera      | 1. Ares 2. Eileithyia 3. Hephaestus 4. Hebe |
| Eos       | 1. Ersa |
| Leto      | 1. Apollo 2. Artemis |
| Maia      | 1. Hermes |
| Metis     | 1. Athena |
| Mnemosyne | 1. Aoide 2. Melete 3. Mneme 4. Calliope 5. Clio 6. Erato 7. Euterpe 8. Malpomene 9. Polyhymnia 10. Terpsichore 11. Thalia 12. Urania                    |
| Selene    | 1. Ersa 2. Nemea 3. Pandia |
| Thalassa  | 1. Aphrodite |
| Themis    | 1. Astraea 2. Dike 3. Horae 1. Thế hệ đầu tiên 1. Auxo 2. Carpo 3. Thallo 2. Thế hệ thứ hai 1. Dike 2. Eirene 3. Eunomia 4. Moirae 1. Atropos 2. Clotho |

#### Người phàm/tiên nữ/những người khác
| Mẹ                                   | Con                                           |
| Aegina                               | Aeacus                                        |
| Alcmene                              | Heracles                                      |
| Antiope                              | 1. Amphion 2. Zethus                          |
| Callisto                             | Arcas                                         |
| Carme                                | Britomartis                                   |
| Danae                                | Perseus                                       |
| Elara                                | Tityas                                        |
| Electra                              | 1. Dardanus 2. Harmonia 3. Iasion             |
| Europa                               | 1. Minos 2. Rhadamanthys 3. Sarpedon          |
| Eurynome                             | 1. Aglaea 2. Charites 3. Euphrosyne 4. Thalia |
| Himalia                              | Cronius                                       |
| Iodame                               | Thebe                                         |
| Io                                   | Epaphus                                       |
| Lamia                                | ???                                           |
| Laodamia                             | Sarpedon                                      |
| Leda                                 | 1. Polydeuces 2. Helen của thành Troia        |
| Maera                                | Locrus                                        |
| Niobe                                | 1. Argos 2. Pelasgus                          |
| Olympias                             | Alexander Đại đế                              |
| Plouto                               | Tantalus                                      |
| Podarge                              | 1. Balius 2. Xanthus                          |
| Pyrrha                               | Hellen                                        |
| Semele                               | Dionysus                                      |
| Taygete                              | Lacedaemon                                    |
| Thalia                               | Palici                                        |
| Nam giới (dị bản, không thuộc Homer) | Ganymede                                      |
| (chưa rõ)                            | Litae                                         |
| (chưa rõ)                            | Nemesis                                       |
| (chưa rõ)                            | Tyche                                         |

### Các giai thoại khác về Zeus
- Dù có khi Zeus cũng nhỏ nhen và hiểm độc nhưng thần cũng là người công bằng. Có thể minh chứng rõ ràng nhất cho điều này là thần đã giúp đỡ cho vua Atreus và việc thần giết chết Capaneus vì sự kiêu ngạo của ông này. Thần cũng là người bảo vệ cho những người khách lạ, những người du hành đối với những ai muốn làm hại họ.
- Zeus biến Pandareus thành một hòn đá vì tội đã dám trộm cắp một con chó bằng đồng thiếc từ một trong những ngôi đền thờ thần ở đảo Crete.
- Zeus giết Salmoneus bằng một tia sét vì đã cố ngang hàng với Zeus bằng cách cưỡi một cỗ xe ngựa bằng đồng thiếc và giả làm ra sấm ầm ĩ.
- Khi còn là một đứa trẻ, Zeus có một người bạn là Celmis. Nhiều năm sau đó, Hera bị xúc phạm bởi trò hề của Celmis nên bà đã yêu cầu Zeus biến anh ta thành một cục sắt hay kim cương và Zeus đã làm điều đó.
- Zeus biến Periphas thành một con đại bàng sau cái chết của ông này như một phần thưởng cho sự chính trực và công bằng.
- Tại lễ cưới của Zeus và Hera, một tiên nữ tên là Chelone đã từ chối tham dự và Zeus buộc tiên nữ này phải im lặng vĩnh viễn.
- Khi Memnon chết, Zeus cảm thấy thương xót mẹ ông ta là Eos, nữ thần bình minh và ban phép cho ông ta thành bất tử.
- Zeus quyết định gả Aphrodite cho Hephaestus để tránh các cuộc tàn sát lẫn nhau giữa các thần mê đắm nhan sắc của nữ thần sắc đẹp.
- Zeus và Hera biến vua Haemus và hoàng hậu Rhodope thành những ngọn núi (các ngọn núi vùng Balkan, hay Stara Planina và các ngọn núi Rhodope theo thứ tự) vì tính tự cao tự đại của họ.
- Zeus biến Atalanta và Hippomenes (hay Melanion) thành sư tử vì họ đã có hành vi tính dục trong đền thờ của thần.
- Zeus làm Tiresias mù nhưng đồng thời cũng ban cho ông ta món quà là khả năng tiên tri (dù theo một số bản khác thì chính Hera mới là người làm cho Tiresias bị mù).
- Zeus trừng phạt Hera bằng cách treo bà bằng các ngón chân lơ lửng giữa trời.
- Zeus trừng phạt Prometheus bằng cách xiềng Prometheus vào một ngọn núi và hàng ngày cho con đại bàng của mình xuống mổ bụng, ruột gan vì Prometheus đã lấy trộm lửa của các vị thần rồi trao cho con người.
- Zeus thỉnh thoảng biến thành đại bàng và bắt các chàng trai đẹp lên đỉnh Olympus làm người hầu rượu cho các vị thần trong các bữa tiệc.

## Zeus trong Chủ nghĩa thờ thần mới
Rất khác so với vai trò trong thần thoại cổ đại, những người theo Chủ nghĩa thờ thần mới chỉ xem Zeus là một kẻ bù nhìn. Hầu hết họ phủ nhận các truyền thuyết cổ đại về thần Zeus và thần hầu như không được tôn thờ. Dù có nhiều người xem Zeus là "Vua" hay "Vua Bù nhìn" quản lý tất cả các vị thần trên đỉnh Olympus nhưng đối với họ Zeus đóng một vai trò ít quan trọng hơn nhiều so với Gaia và các thần khổng lồ Titan khác là những người mà họ tin rằng không hề bị giam cầm dưới Tartarus.
Quyền năng và ảnh hưởng của thần Zeus theo họ là ít quan trọng hơn so với Hades và những thần khác có liên quan trực tiếp đến đời sống sau khi chết. Nhiều người theo chủ nghĩa thờ thần mới cho rằng Hades có những quyền năng mạnh hơn rất nhiều so với Zeus và các quyết định cũng như sự cai trị của ông, đặc biệt là với những người đã chết, thường làm cho các tác động của Zeus trở nên yếu đi. Những người này thậm chí bao gồm cả những người thờ thần Zeus cũng thường có suy nghĩ như thế nên thường bỏ qua hay chỉ đơn giản gộp chung Zeus vào các vị thần khác do các mối quan hệ của ông trong thần thoại. Hầu như không có sự tương thích nào giữa các thần thoại cổ đại và nhận thức hiện đại của những người theo Chủ nghĩa thờ thần mới. Nhìn chung có thể thấy rằng những ý niệm hiện đại của Chủ nghĩa thờ thần mới về Zeus là New Age và không thể tìm thấy trong bất cứ một tư liệu lịch sử hay thần thoại cổ đại nào. Sự sùng bái Zeus đôi khi gắn liền với việc đốt dầu hay thường hơn là chỉ có những đề cập thoáng qua về Zeus trong vai trò là người cai trị của đỉnh Olympus hay là chồng của Hera (một vị thần phổ biến hơn nhiều trong Chủ nghĩa thờ thần mới).